# Нечай Володимир Олегович
Володи́мир Оле́гович Неча́й (25 березня 1984, с. Жуківці — 4 червня 2022, поблизу м. Святогірська, Донецька область, Україна) — український військовослужбовець, солдат підрозділу Збройних Сил України, учасник російсько-української війни, який загинув під час російського вторгнення в Україну.

## Життєпис
Народився 25 березня 1984 року. Мешканець м. Ланівці Кременецького району Тернопільської області.
Наприкінці квітня 2019 року уклав контракт зі Збройними Силами України. Військову службу проходив на посаді старшого оператора 3-го протитанкового відділення протитанкового взводу роти вогневої підтримки 2-го десантно-штурмового батальйону 80 ОДШБр.
Загинув 4 червня 2022 року поблизу м. Святогірська на Донеччині.
Похований 9 червня 2022 року в с. Жуківцях Лановецької громади на Тернопільщині.
Залишилися дружина та діти.

## Нагороди
- орден «За мужність» III ступеня (1 липня 2022, посмертно) — за особисту мужність і самовіддані дії, виявлені у захисті державного суверенітету та територіальної цілісності України, вірність військовій присязі[1].